# Оленович Іван Федорович
Іван Федорович Олено́вич (9 жовтня 1934, с. Козачий хутір Христинівського р-ну Черкаської обл. — 20 лютого 2004, м. Київ) — український військовослужбовець, науковець, педагог. Генерал-лейтенант (з 1989), доктор технічних наук, професор, співзасновник Академії інженерних наук України. Заслужений діяч науки і техніки України (1997).

## Життєпис

Могила Івана Оленовича, Байкове кладовище

Народився 9 жовтня 1934 року в селі Козачий хутір Христинівського р-ну Черкаської обл. Випускник залізничної школи № 18 — нині Христинівська спеціалізована школа І-ІІІ ступенів № 1 ім. О. Є. Корнійчука.
1957 — закінчив Одеське артилерійське училище. 1964 — закінчив Київське вище артилерійське інженерне училище ППО Сухопутних військ, де після випуску працював начальником відділення лабораторії кафедри, викладачем та старшим викладачем.
1968 — кандидат технічних наук. 1972 — доцент.
1974 — переведено до новоствореного в Києві Філіалу ППО Сухопутних військ Військової артилерійської академії ім. М. І. Калініна, на базі якої в 1977 році було створено Військову академію ППО Сухопутних військ, де працює на посаді старшого викладача, заступника начальника кафедри.
1978 — доктор технічних наук. 1979 — призначено на посаду начальника кафедри.
1980 — професор. 1982 — присвоєно військове звання «генерал-майор» та призначено на посаду заступника начальника академії з навчальної та наукової роботи.
1988 — закінчив Вищі академічні курси при Академії генерального штабу. 1989 — присвоєно військове звання «генерал-лейтенант».
1991 — академік Академії інженерних наук України. 1992 — дійсний член Міжнародної академії комп'ютерних наук і систем. 1993 — член Головної ради Вищої атестаційної комісії України.
1994 — заступник начальника Академії Збройних Сил України з наукової роботи. З 1995 — професор Центру оперативної підготовки. З 1998 — головний науковий співробітник.
Автор понад 200 наукових робіт та винаходів.
Помер на 70-му році життя 20 лютого 2004 року у м. Києві. Похований на Байковому кладовищі (ділянка № 49а, 50°25′1.9″ пн. ш. 30°30′6.3″ сх. д. / 50.417194° пн. ш. 30.501750° сх. д.).

## Нагороди
- Орден Червоної Зірки
- Орден «За службу Батьківщині в Збройних Силах СРСР»
- Заслужений діяч науки і техніки України (14 травня 1997) — За вагомий особистий внесок у розвиток наукових досліджень та підготовку висококваліфікованих фахівців[3]
- Медаль «60 років Збройних Сил СРСР»
- Медаль «70 років Збройних Сил СРСР»
- Медаль «За бездоганну службу» (СРСР) I ступеня
- Медаль «За бездоганну службу» (СРСР) II ступеня
- Медаль «За бездоганну службу» (СРСР) III ступеня